# Développeur graphique
Un développeur graphique est un développeur qui se charge de l'aspect esthétique qu'aura un logiciel. Il utilise, comme les autres développeurs sans but spécifiques, un langage informatique comme le Java, le C++, etc. Contrairement au développeur qui se charge des scripts, il peut voir l'effet de son travail à tout moment en lançant la partie du logiciel qu'il a développé.